# تاجیک‌های پاکستان
تاجیک‌های پاکستان گروهی از مردمی ایرانی‌تبار هستند که در پاکستان زندگی می‌کنند و از نژاد تاجیک هستند.
درههای گوجال، ایشکومن و یاسین در منطقه گلگت-بلتستان در شمال پاکستان و همچنین ناحیه چترال، محل زندگی بومی قابل توجهی از تاجیک‌های پامیری است که به مردمان وخی معروف هستند و به زبانهای وخی و سریکالی صحبت می‌کنند.
از دیگر مناطقی که بخش بزرگی از تاجیک‌های بومی پاکستان در آن زندگی می‌کنند دره سوات پاکستان است، که خود را سواتی یا تاجیک می‌نامند. اکثر تاجیک‌های پاکستان زبان خود را فراموش کرده‌اند و به زبان‌های پشتو و اردو حرف می‌زنند البته در سال‌های اخیر تلاش‌هایی برای آموزش زبان فارسی در بین این مردم انجام شده‌است.
به غیر از تاجیک‌های بومی پاکستان در سال‌های اخیر از کشورهای دیگر نیز مهاجرانی تاجیک به پاکستان مهاجرت کرده‌اند که مهاجرانی از افغانستان، تاجیکستان و چین هستند. براساس آمار رسمی پاکستان در سال ۲۰۰۵، حداقل ۷٫۳٪ از کل افغان‌های مقیم پاکستان یا تقریباً ۲۲۱٬۰۰۰ نفر تاجیک هستند. برخی از تاجیک‌های پاکستان مهاجرانی از سین‌کیانگ چین هستند که در مناطق شمالی پاکستان مستقر شده‌اند. در خلال جنگ داخلی تاجیکستان نیز شماری از شهروندان این کشور به پاکستان مهاجرت کردند.